# All You Need Is Love/Baby You're a Rich Man
All You Need Is Love/Baby You're a Rich Man è un singolo discografico dei Beatles pubblicato nel 1967.

## Tracce
Testi e musiche di Lennon-McCartney; edizioni musicali Northern Songs.
1. All You Need Is Love – 3:47
2. Baby You're a Rich Man – 3:03

## Curiosità
- Nel 2008 è stata anche al centro della curiosità mediatica in quanto usata come sottofondo musicale allo spot televisivo del film Rambo di Sylvester Stallone andato in onda il 23 maggio 2008. Nello spot si vedono immagini di azione tratte dal film con l'attore che imbraccia diverse armi pesanti e spara all'impazzata. Negli ultimi secondi la tipica voce di sottofondo sottolinea l'evento con le parole "CHI LO AMA LO SEGUE, CHI LO ODIA... MUORE".
- Secondo la leggenda PID (Paul is Dead "Paul è morto"), John Lennon pronuncia delle parole che secondo molti sarebbero "Yes, he's dead!" cioè "Sì, lui è morto!", o ancora "No-one you can save that can't be saved" ossia "Non puoi salvare nessuno che non possa essere salvato". Questi ultimi sarebbero i tentativi per rianimare il vero Paul McCartney.
- La canzone è stata usata anche come sigla del programma Stranamore, andato in onda prima la domenica sera su Canale 5 con Alberto Castagna, poi il venerdì sera su Rete 4 ancora con Castagna, successivamente sempre il venerdì sera sulla stessa rete con Emanuela Folliero e infine il martedì sera sempre su Rete 4 con l'ex annunciatrice.
- La canzone compare all'inizio e alla fine dell'ultima puntata, Evasione (Fall Out), della serie cult Il prigioniero (1967-68) creata e interpretata da Patrick McGoohan.